# 頂峯院
頂峯院（ちょうぼいん）は鹿児島県いちき串木野市の冠岳にある高野山真言宗寺院。正式名「冠嶽山鎭國寺頂峯院（かんがくざん ちんごくじ ちょうぼいん）」。

## 縁起
蘇我馬子が阿子丸仙人を開祖として建立したと言われる。
冠岳は山頂に熊野権現が勧請されており、その別当寺だった天台宗の寺「興隆寺」が頂峯院の前身寺院と考えられており、本来は山岳信仰に根ざした寺であったと考えられる。
明治2年の廃仏毀釈で廃寺となったが、1983年に冠岳西岳の中腹に移転して復興した。旧寺院跡は冠岳バス停近くにあり、仁王像や狛犬などが残っている。

## 本尊
- 黄不動明王
- 薬師如来

## 主な行事
- 徐福花冠祭　毎年4月第2日曜日
- 柴燈護摩供養　毎年11月23日

## アクセス
- JR九州鹿児島本線串木野駅より車で約15分
- JR九州九州新幹線・鹿児島本線・肥薩おれんじ鉄道肥薩おれんじ鉄道線川内駅より車で約25分

## 金峰山との関係
同じ薩摩国にある金峰山は同じ山岳修行場と言うこともありライバル関係にあった。